# نور هاتشن
نور هاتشن (بالإنجليزية: Nor Hachen)‏ هي municipality of Armenia تقع في أرمينيا في محافظة كوتايك. يقدر عدد سكانها بـ 10,400 نسمة ومساحتها 2.3 كم2 وترتفع عن سطح البحر 1,920 متر.